# Georgie Henley
Georgina  »Georgie« Helen  Henley, angleška igralka, * 9. julij 1995, Ilkley, Anglija.
Trenutno je najbolj znana kot Lucija Pevensie iz filmov, posnetih po zbirki Zgodbe iz Narnije.

## Kariera
Henleyeva je zaslovela šele po vlogi Lucije Pevensie leta 2005 v filmu Zgodbe iz Narnije: Lev, čarovnica in omara. Za ta film je dobila tudi nagrado, ki jo Angleži imenujejo Phoenix Film Critics Society Award for Best Performance by a Youth Female in a Lead or Supporting Role and the Young Artist Award for Best Performance in a Feature Film — Young Actress Age Ten or Younger. Georgie je vlogo Lucije obdržala tudi v nadaljevanju Zgodbe iz Narnije: Princ Kaspijan, zaigrala pa je tudi v Zgodbe iz Narnije: Potovanje Potepuške zarje, ki je v kinematografe prišel leta 2010.
Ker se je že v svojem prvem filmu odlično izkazala, je zaigrala tudi mlado Jane Eyre v istoimenskem filmu.

## Osebno življenje
Georgie Henley je bila rojena 9. julija 1995 kot hči Helen in Mikea Henleyja. Ima dve starejši sestri: Rachael in Lauro. Rachael Henley je igrala starejšo različico Lucije Pevensie.
Georgie obiskuje Bradford Grammar School.
Henleyjeva rada tudi piše: med snemanjem filma Zgodbe iz Narnije: Lev, čarovnica in omara je napisala dve knjigi: The Snow Stag in A Pillar of Secrets.

## Filmografija
| Filmi      | Filmi                                        | Filmi           | Filmi       |
| Leto       | Film                                         | Vloga           | Opombe      |
| ---------- | -------------------------------------------- | --------------- | ----------- |
| 2005       | Zgodbe iz Narnije: Lev, čarovnica in omara   | Lucija Pevensie |             |
| 2008       | Zgodbe iz Narnije: Princ Kaspijan            | Lucija Pevensie |             |
| 2010       | Zgodbe iz Narnije: Potovanje potepuške zarje | Lucija Pevensie | producentka |
| Televizija |                                              |                 |             |
| Leto       | Naslov                                       | Vloga           | Ostalo      |
| 2006       | Jane Eyre                                    | Mlada Jane Eyre | Dve epizodi |

## Nagrade in nominacije
- Broadcast Film Critics Association Awards

- - 2006: Best Young Actress (for The Chronicles of Narnia: The Lion, the Witch and the Wardrobe — Nominated[2]

- Chicago Film Critics Association Awards

- 2006: Most Promising Performer (for The Chronicles of Narnia: The Lion, the Witch and the Wardrobe — Nominated[2]

- Empire Awards

- - 2006: Best Newcomer (for The Chronicles of Narnia: The Lion, the Witch and the Wardrobe — Nominated[2]

- Online Film Critics Society Awards

- - 2006: Best Breakthrough Performance (for The Chronicles of Narnia: The Lion, the Witch and the Wardrobe — Nominated[2]

- Phoenix Film Critics Awards

- - 2006: Best Performance by a Youth in a Lead or Supporting Role — Female (for The Chronicles of Narnia: The Lion, the Witch and the Wardrobe — Prejela[2]
- Young Artist Awards

- - 2006: Best Performance in a Feature Film — Young Actress Age Ten or Younger (for The Chronicles of Narnia: The Lion, the Witch and the Wardrobe — Prejela[2]